# Laetiporus miniatus
Laetiporus miniatus — вид базидіомікотових грибів родини фомітопсисових (Fomitopsidaceae).

## Поширення
Вид поширений в Японії, Далекому Сході Росії, Китаї, В'єтнамі та Індонезії.

## Опис
Плодове тіло тонке і невелике, порівняно з іншими видами Laetiporus, жовтувато-рожевого кольору.